# Максименко Альфред Віталійович

Альфред Віталійович Максименко (нар. 30 січня 1951, Львів) — професор кафедри монументального живопису Львівської національної академії мистецтв. Керівник навчально-творчої майстерні. Голова науково-методичної комісії ЛНАМ. Заслужений діяч мистецтв України (2004). Член НСХУ (1987). Кавалер ордена «За заслуги» ІІІ ступеня (2008). Співзасновник Інституту актуального мистецтва у Львові. Професійну освіту отримав у Львівському державному інституті прикладного та декоративного мистецтва (1968–1973).

## Творчість
Альфред Максименко — живописець, монументаліст, блискучий рисувальник, який зробив вагомий внесок у формування сучасної української мистецької школи. Працює в ділянці монументального та станкового живопису, графіки, відеоарту та фотографії.
Серед усього розмаїття сучасного мистецтва світу віддає, перевагу геометричним формам та основоположним засадам конструктивізму.

### Основні твори
Живописні цикли:
- «Аю-даг або відпочинок у Гурзуфі»,
- «Чиста геометрія»,
- «Друга половина дня»,
- «Лінія горизонту»,
- «Медитація»,
- «Запах східного моря».

Графічні серії:
- «Елементарна геометрія (конус)»,
- «Елементарна геометрія (куб)»,
- «Позиції»,
- «Руйнування об'єкту»,
- «Сім властивостей одного об'єкту»,
- «Трансформація»,
- «Водолій»,
- «Херсонес 2006».

## Педагогічна та академічна діяльність
Автор ряду теоретичних праць, присвячених проблемам реформування вищої мистецької школи, в тому числі автор синтезованої навчально-творчої системи, практична візуальна реалізація якої отримала назву АКТАКАД (актуальний академізм). Педагогічна концепція передбачає розвиток переконливого суб'єктивізму та граничного індивідувалізму Учня на основі ґрунтовної фахової підготовки, усвідомленні основ гуманістичної світоглядності та глибинної національної етично-естетичної сутності. Творча концепція полягає у фундаментальному дослідженні різного роду філософських аспектів конкретно обраного мотиву в різнорідних просторових тектонічних середовищах квадрату, як найбільш досконалої та викінченої форми; усвідомленому нівелюванні межі реального та абстрактного, чуттєвого та асоціативного; мінімалізмі зображуючи засобів при умові граничної виразності та рівноцінної уваги до всіх рівнів просторового середовища; візуалізації не окремих швидкоплинних думок, а підсвідомих цілісних образів, укладених в масштабні візуальні малярські цикли та графічні серії.

## Нагороди
- Заслужений діяч мистецтв України
- Кавалер ордена «За заслуги» ІІІ ступеня
- Відзнака «Золотий герб міста Львова»[3]